# Cyclone (band)
Cyclone was een Belgische thrashmetal-band uit Vilvoorde, die eind 1980 begin 1981 onder de naam Centurion werd opgericht en rond mei 1993 werd ontbonden.

## Geschiedenis
De band werd eind 1980 begin 1981 onder de naam Centurion opgericht door Guido Gevels, Johnny Kerbusch en Pascal Van Lint. In 1982 werd de naam, die trouwens komt van het nummer Cyclone van de nwobhm band Dervish, veranderd naar Cyclone.Leden kwamen en gingen en begin 1983 was er de 1ste echte line-up Guido, Johnny Kerbusch, Pascal Van Lint, Michel De Rijdt en Nicolas Lairin, De Rijdt werd in 1985 vervangen door toenmalig gitaarroadie Stefaan Daamen. Na het horen van de In the grip of evil demo tekende de band een contract bij Roadrunner Records en bracht bij dit label de Metal Race verzamelaar 1985 ( 2 live songs ) en hun debuutalbum Brutal Destruction uit op 11 februari 1986 ( waarvan er meer dan 100.000 over de toonbank gingen.
Juli 1987 verlieten Kerbusch en Lairin de band en werden vervangen door Pablos Alvarez en Giancarlo Langhendries. Na de europese tour met Blessed Death in 1988 verliet ook Pascal Van Lint de band, hij werd op zijn beurt vervangen door Xavier Carion, daar er geen echte klik was bleef Carion echter maar een 4-tal maanden en samen met hem verdween ook Alvarez uit de band. Op dat moment stapte Stefaan, die eigenlijk al jaren in de repetitieruimte gitarist was, definitief over van bas naar gitaar. Een nieuw bassist werd gevonden in Gert Van Overloop en in 1989 vervoegde Didier Capelle ex-Warhead de line-up weer tot een 5-tal. In 1990 volgde het tweede album Inferior to None bij Justice Records. Dit album werd door Eric Greif geproducet, gekend van zijn werk met Morbid Saint, Invocator, Acrophet and Viogression.
Tijdens de 1991 tour met Sadus nam toenmalig gitaarroadie Christian Olde Wolbers een gedeelte van de tour de gitaarpartijen van een wegens familiale omstandigheden afwezige Didier Capelle over. Begin 1992 werd Langhendries op drums vervangen door Eric Sevrin, Cyclone deed zijn allerlaatste optreden in mei 1993. In 1998 bracht het franse label Axe Killer Records Brutal Destruction op cd uit in een limited edition van 3000 genummerde exemplaren en in 2007 bracht het poolse label Metal Mind Productions Brutal Destruction opnieuw op cd uit. Doorheen hun jaren van bestaan trad Cyclone o.a. op met Metallica, Slayer, Anthrax, Metal Church, Overkill, Agent Steel, Whiplash, Sepultura, Carcass, Kreator, Destruction, enz. en deden ze in 1988 een Europese tour met Blessed Death, in 1991 Met Sadus en eind 1991 met The Accused. In 2018 brengen originele leden Guido Gevels en Stefaan Daamen de band terug tot leven, na 18 maanden oefenen zijn er in december 2019 en januari 2020 een 3-tal try-out shows. Wegens de Covid pandemie ligt de band van maart 2020 anderhalf jaar stil. Het Alcatraz Metalfest, augustus 2021 is het eerste echte officiele reunie optreden. Sindsdien heeft de band nonstop op menig festival gestaan Keep It True, (Germany), Blast from the past (Belgium), Metal Experience, Holland (2x), Eindhoven Metal Meeting (Holland), Graspop Metalfest (Belgium), Alcatraz Metalfest 2021-2022 & 2024 (Belgium) True Thrash Fest (Osaka, Japan), October Metalfest (Holland), Running Free Fest (Bulgaria), Metalmeria (Spain), enz.... In april 2024 deed de band 24 shows als support voor de hele Midnight (US) tour in Europa. Eind 2024 verliet origineel lid Stefaan Daamen de band. In januari 2025 werden 5 nieuwe songs opgenomen die in november onder de vorm van een mini-lp-cd zullen uitgebracht worden. Huidige line-up is Guido Gevels (zang), Maxime Deschamps (leadgitaar), Gabriel Deschamps (drums), Vincent Heyman (bas) en nieuwkomer Jesse Van Den Bossche (gitaar). 

## Muziekstijl
De band speelt old-school thrashmetal beïnvloed door groepen zoals Angel Witch, Satan, Holocaust, Diamond Head, Venom, Deep Machine, Raven, Sweet Savage, Chasar, Tygers of Pan Tang, A-II-Z, Aragorn, Hollow Ground uit de legendarische NWOBHM scene maar ook door de 1ste lichting US metal bands zoals Riot ( Guy Speranza era ), Y & T ( Earthshaker era ) en de hele 1980-1981-1982 scene van opkomende bands zoals Armored Saint, Malice, Savatage, enz....en Canadese bands zoals Anvil, Aceium, Witchkiller en Exiter en Europese bands zoals Accept. Ook de invloeden van 70's heavy bands zoals Thin Lizzy, UFO, Rainbow, Black Sabbath, Scorpions, Judas Priest, AC/DC, Rush, Van Halen, enz....zit mateloos verweven . De muziek van de band is te vergelijken met die van groepen die door dezelfde early scene zijn beinvloed, bands zoals  Metallica, Exodus. De muziek (zoals een recensent het zou omschrijven) „beweegt zich grotendeels in het mid/up-tempo-bereik, glanst door grandioze riffs ( met zeer kenmerkende downpicking stijl ) en massieve breaks. Het album [Inferior to None] is een vette kluif en in geen geval bedoeld om eens zo tussendoor beluisterd te worden, men moet zich met deze schijf schoon enige tijd bezighouden […]“ (nummers zoals "Neurotic" en "Throw the first stone" zijn daar uitgesproken voorbeelden van).

## Discografie
- Rehearsal 1982 (demo, 1982)
- Demo I ‘83 (1 track demo, 1983)
- Demo II ‘84 (5 track demo, 1984)
- Demo III ‘84 (2 track demo, 1984)
- In the Grip of Evil (demo, 1985)
- Brutal Destruction (album, 1986, Roadrunner Records)
- Metal Race (Split met Iron Grey, Explorer en Lightning Fire, 1986, Roadrunner Records)
- Demo ‘88 (4 track demo, 1988)
- Inferior to None (album, 1990, Justice Records)